# Cincinnobotrys letouzeyi
Cincinnobotrys letouzeyi är en tvåhjärtbladig växtart som beskrevs av Jacq.-fel.. Cincinnobotrys letouzeyi ingår i släktet Cincinnobotrys och familjen Melastomataceae. Inga underarter finns listade i Catalogue of Life.